# Tesfay Abraha
Pour les articles homonymes, voir Abraha (homonymie).
Tesfay Abraha Habtemariam, né le 3 octobre 1990 à Asmara, est un coureur cycliste érythréen, ancien membre de MTN-Qhubeka-WCC Africa : le centre continental africain.

## Biographie
Tesfay Abraha commence le cyclisme en 2006, avec le rêve de devenir professionnel. En 2012, il réalise son rêve en signant dans l'équipe sud-africaine MTN Qhubeka, contrat qui ne sera pas reconduit la saison suivante.

## Palmarès et classements mondiaux

### Palmarès
- 2010
  - 5e étape du Tour d'Érythrée
- 2011
  -  Vice-champion d'Afrique sur route
  - 2e du Tour d'Érythrée
- 2013
  - Classement général du Fenkel Northern Redsea
  - 2e étape du Tour d'Érythrée

### Classements mondiaux
| Année           | 2010 | 2011 | 2012 | 2013 |
| --------------- | ---- | ---- | ---- | ---- |
| UCI Africa Tour | 105e |      | 17e  | 28e  |